# Moral Reforma
Moral Reforma (kötőjellel írva Moral-Reforma) egy maja régészeti lelőhely délkelet-Mexikóban, Tabasco államban. Eredeti neve nem ismert, mai nevét a közeli Reforma-vízesésekről kapta, korábban említették II. Reforma, Reforma, Moral, Morales, Balancán-Morales és Ruinas de Acalán („acaláni romok”) néven is.

## Leírás
Moral Reforma Tabasco állam délkeleti részén, Balancán község területén található, igen közel a San Pedro Mártir folyóhoz, és nem messze ennek a folyónak az Usumacintába való torkolatától. Fekvését kihasználva a maják folyami kikötőt építettek itt, ami által a város a peténi és a Mexikói-öböl térségében élő maják közti kereskedelem fontos helyszínévé vált. Fennállása i. e. 300 és i. sz. 1000 között tartott, fénykorát a 600. év körül élte, bár központi szerepet ekkor még nem töltött be: Palenque, Calakmul és Piedras Negras alárendeltje volt, csak 750 táján vált kis regionális fővárossá.
Teoberto Maler régész egy expedícióján, amelyet Tenosiquéből indulva az Usumacinta középső folyásának vidékére tett, már 1907-ben említést tett a romokról, amelyeket ekkor Reforma II néven említett. 1992-től kezdve sokáig zajlottak a feltárási és tisztítási munkák, majd 2009 októberében a területet a nagyközönség számára is megnyitották.
A lelőhely területe 87 hektár körül van, de ennek egy része máig nincs feltárva. Nagy terei körül hosszan elnyúló, a tikalihoz hasonló piramisok állnak, köztük a 27 méter magas Északi Piramis, amely a legmagasabb ilyen építmény egész Tabascóban. Belsejében egy másik piramis található. A központi épületcsoport hét nagyobb és több kisebb építményből áll. Itt hat zöldes színű maszkot és egy karkötős harcost ábrázoló szobrot találtak, az egész területen pedig négy oltárt, hat sztélét és mintegy 50 más tárgyi leletet, amelyek ma a balancáni Dr. José Gómez Panaco Múzeumban és a villahermosai Carlos Pellicer Cámara Múzeumban vannak kiállítva. A területen labdajátékpálya is található.

## Képek

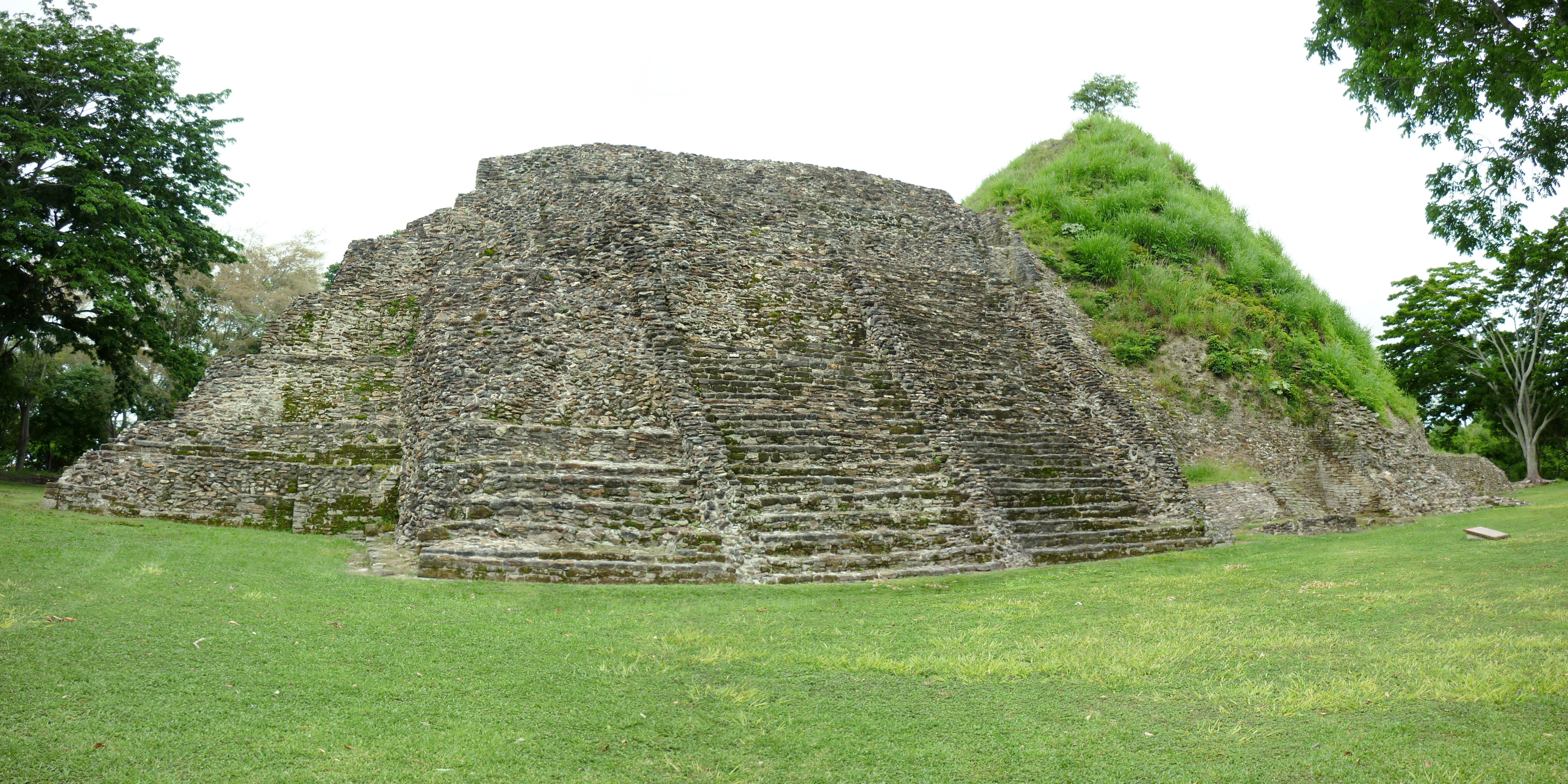
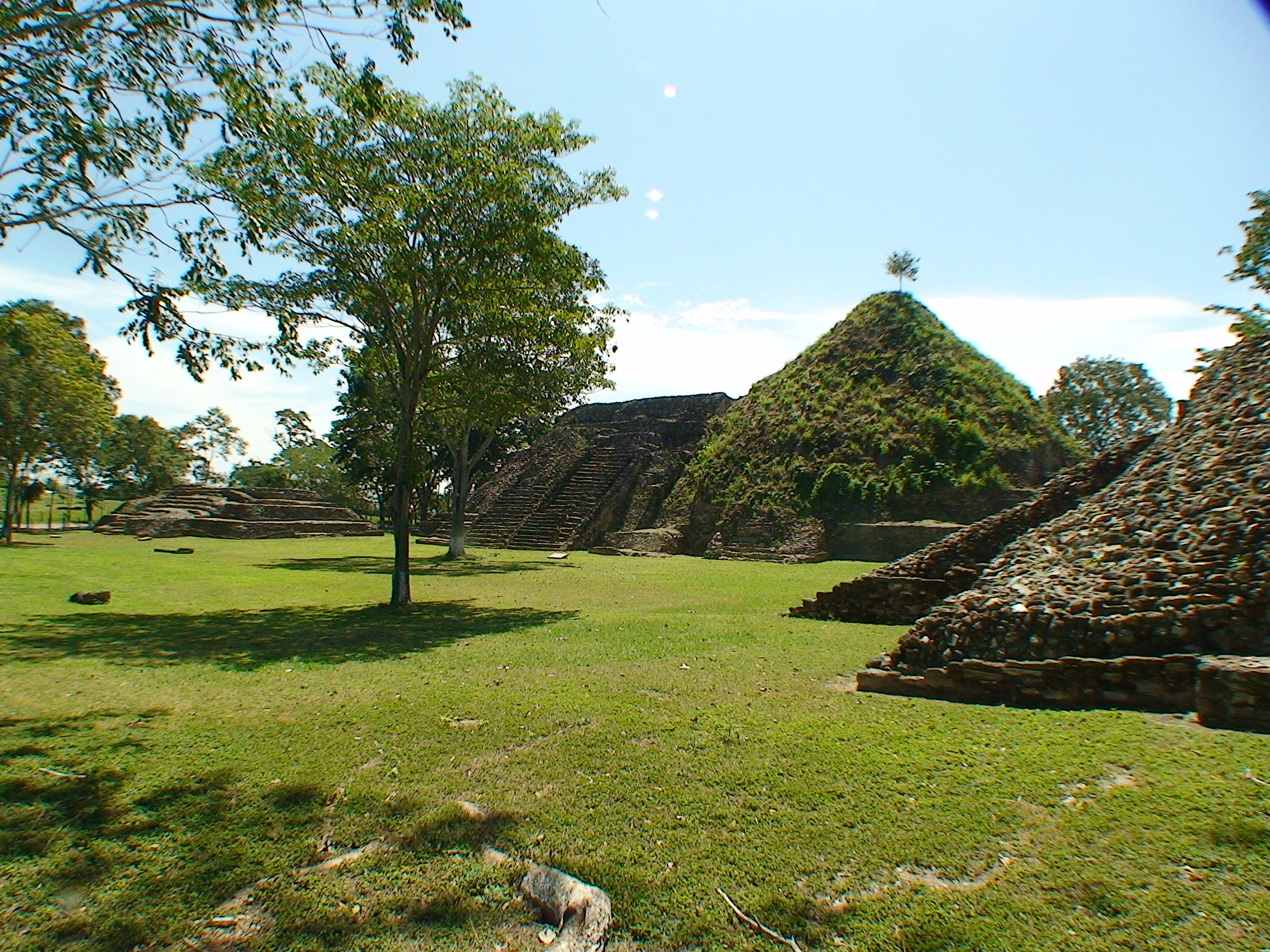
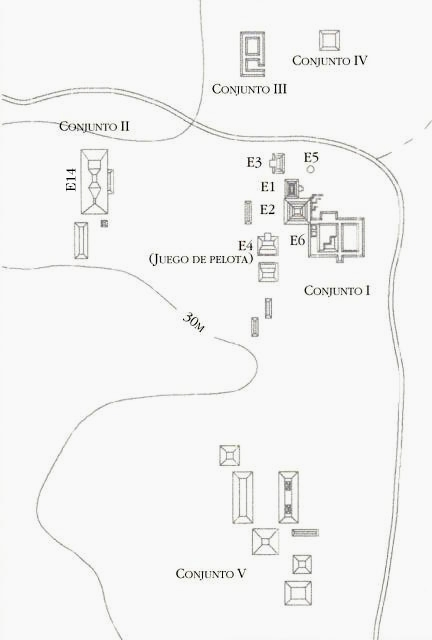